# William Cole (1er comte d'Enniskillen)
William Willoughby Cole, 1er comte d'Enniskillen (1er mars 1736-22 mai 1803), appelé L'honorable de 1760 à 1767, puis connu sous le nom de Lord Mountflorence en 1776 et de vicomte Enniskillen en 1789, est un pair et homme politique irlandais.

## Biographie
Il est le fils aîné de John Cole (1er baron Mountflorence) (en) de Florence Court, comté de Fermanagh.
Il représente Enniskillen à la Chambre des communes irlandaise de 1761 à 1767, puis succède à son père comme deuxième baron Mountflorence et prend son siège à la Chambre des lords irlandaise. En 1776, il est créé vicomte Enniskillen et en 1789, il est nommé comte d'Enniskillen. Ces deux titres sont dans la pairie d'Irlande.

## Famille

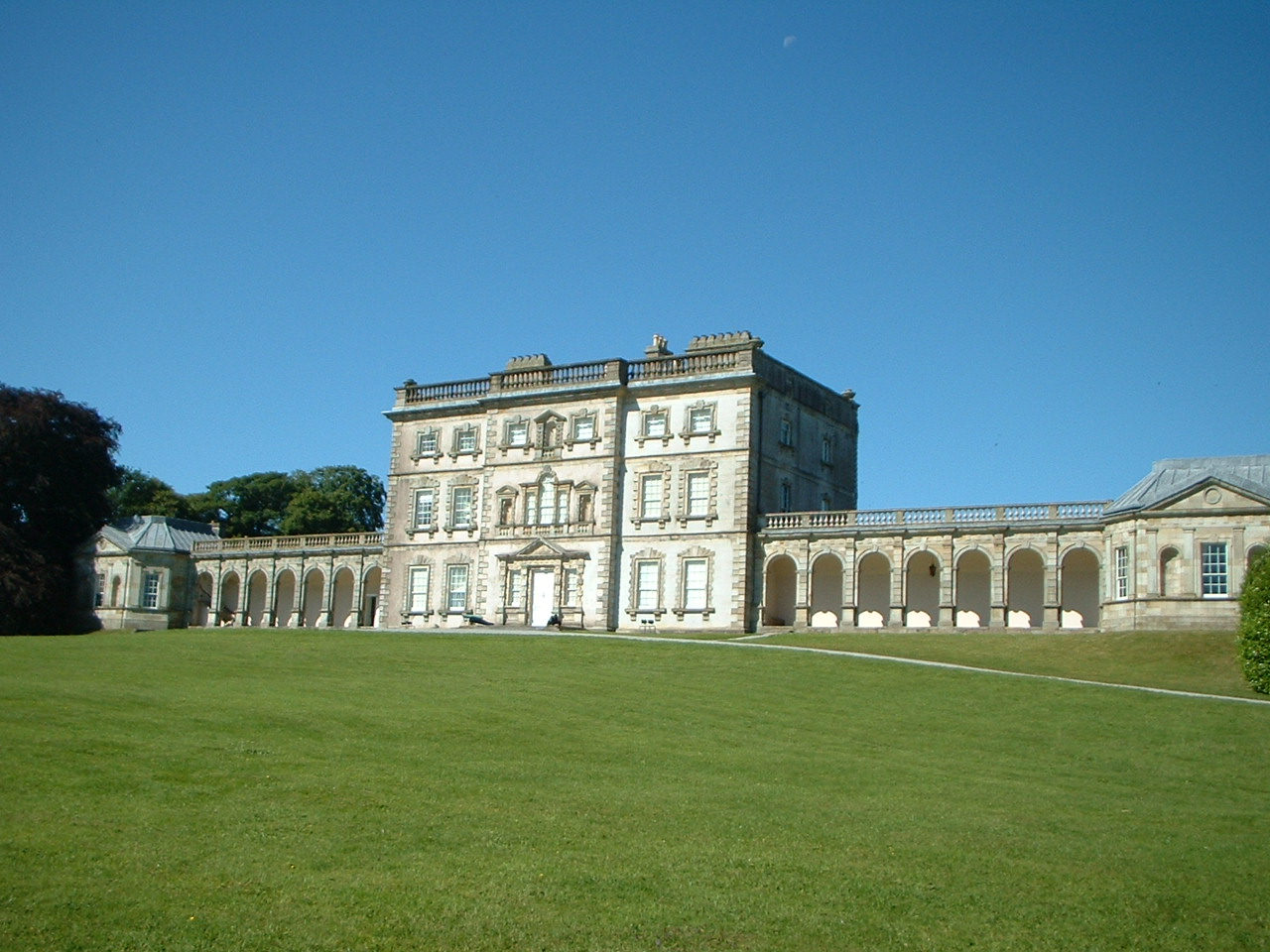
Florence Court, comté de Fermanagh

Il épouse Anne, fille de Galbraith Lowry-Corry, député de Tyrone et sœur d'Armar Lowry-Corry (1er comte Belmore). Ils ont quatre fils et quatre filles: 
- John Willoughby Cole, vicomte Enniskillen (1768-1840), son héritier
- Galbraith Lowry Cole (1772–1842)
- William Montgomery Cole (décédé en octobre 1804), doyen de Waterford
- Arthur Henry Cole (1780–1844) [2]
- Sarah Cole (décédée le 14 mars 1833), mariée à Owen Wynne
- Elizabeth Anne (décédée en 1807), mariée à Richard Magenis (en)
- Florence Cole (décédée le 1er mars 1862), épouse Blayney Townley-Balfour
- Henrietta Frances (décédée le 2 juillet 1848), mariée à Thomas de Grey (2e comte de Grey)

Lord Enniskillen est décédé en mai 1803, à l'âge de 67 ans, et son fils aîné lui succède dans ses titres .